# Kei Omoto
Kei Omoto (尾本 敬 Omoto Kei?, nacido el 21 de julio de 1984 en Chiba) es un futbolista japonés que se desempeña como defensa.

## Trayectoria

### Clubes
| Club                | País  | Año         |
| ------------------- | ----- | ----------- |
| Yokohama F. Marinos | Japón | 2003 - 2005 |
| Thespa Kusatsu      | Japón | 2006 - 2010 |
| Mito HollyHock      | Japón | 2011 - 2014 |
| Tochigi SC          | Japón | 2015 - 2017 |
| Blaublitz Akita     | Japón | 2018 -      |

## Estadística de carrera

### J. League
| Club                | Año   | J. League | J. League | Copa J. League | Copa J. League | Total | Total |
| Club                | Año   | Part.     | Goles     | Part.          | Goles          | Part. | Goles |
| ------------------- | ----- | --------- | --------- | -------------- | -------------- | ----- | ----- |
| Yokohama F. Marinos | 2003  | 0         | 0         | 0              | 0              | 0     | 0     |
| Yokohama F. Marinos | 2004  | 0         | 0         | 0              | 0              | 0     | 0     |
| Yokohama F. Marinos | 2005  | 0         | 0         | 0              | 0              | 0     | 0     |
| Thespa Kusatsu      | 2006  | 30        | 1         | -              | -              | 30    | 1     |
| Thespa Kusatsu      | 2007  | 38        | 2         | -              | -              | 38    | 2     |
| Thespa Kusatsu      | 2008  | 18        | 1         | -              | -              | 18    | 1     |
| Thespa Kusatsu      | 2009  | 0         | 0         | -              | -              | 0     | 0     |
| Thespa Kusatsu      | 2010  | 11        | 2         | -              | -              | 11    | 2     |
| Mito HollyHock      | 2011  | 32        | 1         | -              | -              | 32    | 1     |
| Mito HollyHock      | 2012  | 30        | 0         | -              | -              | 30    | 0     |
| Mito HollyHock      | 2013  | 29        | 2         | -              | -              | 29    | 2     |
| Mito HollyHock      | 2014  | 25        | 1         | -              | -              | 25    | 1     |
| Tochigi SC          | 2015  | 13        | 1         | -              | -              | 13    | 1     |
| Tochigi SC          | 2016  | 30        | 1         | -              | -              | 30    | 1     |
| Tochigi SC          | 2017  | 24        | 2         | -              | -              | 24    | 2     |
| Total               | Total | 280       | 14        | 0              | 0              | 280   | 14    |